# Diocese Ortodoxa Cárpato-Russa Americana
A Diocese Ortodoxa Carpato-Russa Americana (em inglês:  American Carpatho-Russian Orthodox Diocese, abrev.: ACROD) é uma diocese do Patriarcado de Constantinopla na América do Norte, criada em 1938 por imigrantes da região Cárpato-Rutena da Ucrânia Ocidental (Transcarpátia), Eslováquia, Polônia, com paróquias nos Estados Unidos e Canadá. A diocese hoje é composta por representantes de vários grupos étnicos, e não apenas por cárpatos-russinos.

## História
No final do século XIX, e início do século XX, muitos russinos partiram para o Novo Mundo, e já na América, uma parte significativa deles, após muitos séculos de unia, retornou à Ortodoxia (este processo começou por volta de 1890), para o qual foram empurrados, entre outras coisas, pelas tentativas da hierarquia católica de "latinizar" os russinos. Assim, em 1929, um decreto papal proibiu homens casados de se tornarem clérigos nas Igrejas Católicas de Rito Oriental nos Estados Unidos.
Em julho de 1937, 37 paróquias greco-católicas decidiram convocar um concílio eclesiástico para se opor à latinização realizada pela Igreja Católica Romana. O concílio eclesiástico deveria decidir o destino das igrejas cárpato-russinas nos EUA. Em 23 de novembro de 1937, o Concílio Eclesiástico de Pittsburgh decidiu criar a Diocese Ortodoxa Cárpato-Russa, chefiada pelo padre Orestes Chornok. que Iria iniciar a formação da diocese. Em 1938, a pedido do Primeiro Concílio Eclesiástico, a diocese ficou sob a jurisdição do Patriarca Benjamim I de Constantinopla.
Desde 1946, o The Herald of the Church, órgão de imprensa oficial da diocese, é publicado.
Em 1950, foi lançada a pedra fundamental da nova Igreja Catedral de Cristo Salvador, que fez de Johnstown, Pensilvânia, o centro da diocese.
Em 1978, o Mosteiro da Anunciação foi fundado em Tuxedo, Nova Iorque.
De 1985 a 2011, foi dirigido pelo metropolita Nicolau (Smishko) de Amiss, originalmente ordenado para a Igreja ucraniana.
Na década de 1990, a diocese perdeu os dois mosteiros: no início da década de 1990, o Mosteiro da Anunciação em Tuxedo Park, Nova Iorque, foi fechado e, no final da década de 1990, o Mosteiro da Santa Cruz em Billsville, Maryland, foi perdido, cujo reitor se mudou para o uniatismo.
Em 2005, a diocese incluiu 5 paróquias do extinto "Concílio Bielorrusso de Igrejas Ortodoxas na América do Norte".

## Episcopado

### Primazes
- Orestes (Chornok) (18 de setembro de 1938 - 17 de fevereiro de 1977), de 23 de novembro de 1937 - Metropolita de Agathonicea;
- João (Martin) (17 de fevereiro de 1977 - 30 de setembro de 1984) - Bispo de Nissa;
- Nicolau (Smishko) (20 de março de 1985 - 13 de março de 2011) - Metropolita de Amiss;
- Demétrio (Tracatellis) (13 de março de 2011 - 27 de novembro de 2012) - Arcebispo da América;
- Gregório (Tacis) (desde 27 de novembro de 2012) - Bispo de Nissa.

#### Vigários
- Pedro (Shimanski) ( 21 de novembro de 1963 - 17 de maio de 1964) - Bispo de Siracusa;
- Metódio (Kanchuga) (1965);[5]
- João (Martin) (6 de outubro de 1966 - 17 de fevereiro de 1977) - Bispo de Nissa.

## Estrutura
A Diocese Ortodoxa Cárpato-Russa Americana nos Estados Unidos consiste em quatorze reitorias regionais (distritos): Canadá, Chicago, Flórida, Jonestown, Mid-Atlantic, Nova Inglaterra, Nova Jersey, Nova York, Pittsburgh, Pocone, Fronteiras do Sul, Tri- State, Washington, D.C. e Youngstown.
A diocese tem seu próprio seminário localizado em Johnstown, Pensilvânia.
É administrado por um bispo (metropolita) com a assistência do consistório diocesano (sacerdote sênior, especialmente selecionado por ter uma significativa experiência pastoral), decanos regionais (decanos) e do conselho diocesano de curadores.
Tem 78 paróquias e 5 missões nos EUA e Canadá, 91 sacerdotes e cerca de 14.000 adeptos, cuja base são os descendentes dos russinos que emigraram para a América do Norte no século XIX.